# QUASAR (Motor)
Der QUASAR-Motor (QUA.S.A.R., Quarter Liter Smooth Augmented Range) ist eine Motorengeneration von Piaggio, die seit 2003 gebaut wird.
Der QUASAR-Motor wurde 2003 als wassergekühlter 4-Ventil-Viertaktmotor mit einem Hubraum von 244 cm³ vorgestellt. Er basiert auf dem LEADER-Motor, den er erweitern und mittelfristig bei größeren Hubräumen ablösen sollte, und verfügt neben mehr Hubraum auch über ein neu konstruiertes Innenleben mit innenliegendem Startermotor, kompakterer Schwungscheibe, einen größeren Ölvorrat usw. Die ersten Motoren sind mit Vergaser ausgeführt und entsprechen dem Euro 2-Standard. Ab 2005 wird er mit einer Benzineinspritzung und mit einem geregelten Katalysator gebaut und entspricht damit der Norm Euro 3. Seit 2008/2009 wird auch eine Ausführung mit 124 cm³ und mit 278 cm³ Hubraum angeboten. Quasar-Motoren kommen in der Piaggio X10, der Piaggio MP3, der Vespa GTS Aprilia Atlantic und in vielen anderen Fahrzeugen zum Einsatz.

## Hubraumklassen
|                        | 125             | 250             | 250             | 300             |
| Bauzeit                | seit 2009       | 2003–2005       | 2003–2010       | seit 2008       |
| Kühlung                | wassergekühlt   | wassergekühlt   | wassergekühlt   | wassergekühlt   |
| Gemischbildung         | Einspritzung    | Vergaser        | Einspritzung    | Einspritzung    |
| Hubraum                | 124 cm³         | 244 cm³         | 244 cm³         | 278 cm³         |
| Ventile                | 4               | 4               | 4               | 4               |
| Bohrung × Hub (mm)     | 57,0 × 48,6     | 72,0 × 60,0     | 72,0 × 60,0     | 75,0 × 63,0     |
| Verdichtungsverhältnis | 11,5 – 12,5 : 1 | 11,5 – 12,5 : 1 | 11,5 – 12,5 : 1 | 11,5 – 12,5 : 1 |

- a Die Werte entstammen den Handbüchern und der Webseite der Piaggio Engine Division

## Steuergeräte
|         | Unterscheidung nach der ECU (Einspritzungssteuergerät) | Unterscheidung nach der ECU (Einspritzungssteuergerät) | Unterscheidung nach der ECU (Einspritzungssteuergerät) |
| ------- | ------------------------------------------------------ | ------------------------------------------------------ | ------------------------------------------------------ |
| Type    | G1 ECU                                                 | G2 ECU                                                 | G3 ECU                                                 |
| Bauzeit | 2005–2006                                              | 2006–2012                                              | ab 2012                                                |
| Pins    | 26 Pins                                                | 26 Pins                                                | 34 Pins                                                |

## Getriebe
Beim Getriebe wurde auf jenes Reduktionsgetriebe des Leader-Motors, das bei den Langschwingen verbaut ist, zurückgegriffen, weil es größer und stabiler ist.
| Hinterrad             | primär | sekundär | gesamt a) | Modelle (Auswahl)               |
| 130/70-12             | 14/50  | 16/51    | 11,38     | Vespa GTS 125 i. e. Super       |
| 130/70-12             | 14/50  | 21/46    | 7,82      | Vespa GTS 250                   |
| 130/70-12             | 14/50  | 21/45    | 7,65      | Vespa GTS 300                   |
| 15 Zoll               |        |          |           | Rambla 125 b)                   |
| 16 Zoll               | 14/50  | 14/53    | 13,52     | Beverly 125, Carnaby 125 b)     |
| Tuninggetriebe        |        |          |           |                                 |
|                       | 15/49  |          |           | Polini primär (202.1413)        |
|                       |        | 17/49    |           | Malossi sekundär kurz (6712194) |
|                       |        | 22/45    |           | Malossi sekundär lang (6714844) |
| Getriebekombinationen |        |          |           |                                 |
|                       | 14/50  | 17/49    | 10,29     | original + Malossi (6712194)    |
|                       | 14/50  | 22/45    | 7,31      | original + Malossi (6714844)    |
|                       | 15/49  | 16/51    | 10,4      | GTS 125 + Polini (202.1413)     |
|                       | 15/49  | 21/45    | 7,00      | GTS 300 + Polini (202.1413)     |
|                       | 15/49  | 17/49    | 9,42      | Polini + Malossi kurz           |
|                       | 15/49  | 22/45    | 6,68      | Polini + Malossi lang           |

- a) Eine Umdrehung am Hinterrad entspricht 11,38 Umdrehungen an der Kupplung, das berechnet sich mit 50/14*51/16 = 11,38.
- b) Diese Fahrzeuge haben teilweise einen Leader-Motor, haben aber das „große“ Getriebe, das im Quasar zum Einsatz kommt.